# Catherine Meyer
Pour les articles homonymes, voir Meyer.
Catherine Irene Jacqueline Meyer, baronne Meyer, (née Catherine Laylle, le 26 janvier 1953) est une pair britannique à vie et l'épouse de Sir Christopher Meyer, ancien ambassadeur britannique aux États-Unis. Elle est la fondatrice et directrice générale de l'association caritative PACT, aujourd'hui Action Against Abduction. Le 5 octobre 2020, elle est nommée Envoyée commerciale du Premier ministre en Ukraine.

## Jeunesse
Meyer fait ses études au Lycée français de Londres, à la School of Slavonic and East European Studies et à la London School of Economics. Elle commence sa carrière dans les services financiers et devient courtier en marchandises agréé en 1979, travaillant pour Merrill Lynch, Dean Witter et EF Hutton.

## Biographie
En 1985, elle s'installe en Allemagne avec son mari allemand d'alors, le Dr Hans-Peter Volkmann dont elle a deux fils, Alexander et Constantin. Bien qu'elle ait eu la garde des enfants après le divorce, leur père refuse de les renvoyer à Londres après une visite de vacances d'été en 1994. Cela conduit à sa bataille juridique de près d'une décennie devant les tribunaux allemands et anglais pour avoir accès à ses fils. Son récit de ces événements se trouve dans ses deux livres.
En octobre 1997, elle épouse Christopher Meyer à la veille de son départ pour Washington pour devenir ambassadeur britannique aux États-Unis. Pendant leurs cinq ans et demi en Amérique, elle fait campagne contre l'enlèvement parental international d'enfants aux côtés d'un certain nombre de parents américains dans une situation similaire avec l'Allemagne.
En 1998, elle cofonde avec Ernie Allen le Centre international pour les enfants disparus et exploités (ICMEC). En 2000, elle crée sa propre organisation PACT, rebaptisée Action Against Abduction (AAA), affiliée au NCMEC et à l'ICMEC.
Pendant son séjour à Washington DC, Meyer copréside avec Ernie Allen deux conférences internationales sur l'amélioration de l'efficacité de la Convention de La Haye sur les aspects civils de l'enlèvement international d'enfants et témoigne devant des comités de la Chambre des représentants des États-Unis et du Sénat américain ce qui conduit à plusieurs résolutions concurrentes appelant à un meilleur respect par certains États signataires, dont l'Allemagne, de la Convention de La Haye de 1996 ; et persuadé les présidents Clinton et Bush de soulever auprès du chancelier allemand des cas d'enlèvement d'enfants par des parents en Allemagne, notamment le sien.
Elle porte également sa campagne contre l'enlèvement parental international d'enfants en Europe, témoignant devant le Sénat belge faisant pression avec succès sur l'UE pour qu'elle durcisse ses règles contre l'enlèvement parental d'enfants et, avec l'ICMEC, pour persuader le Bureau Permanent de la Convention de La Haye de produire un guide de bonnes pratiques pour la mise en œuvre de la Convention.
Au Royaume-Uni, Meyer lance des débats d'ajournement à la Chambre des communes sur son cas et la question de l'enlèvement parental d'enfants en général à travers les frontières. En 2005, le Médiateur parlementaire fait droit à sa plainte pour mauvaise administration contre le Lord Chancellor's Department de l'époque en ce qui concerne le traitement de son cas.
Depuis 2003 et son retour d'Amérique au Royaume-Uni, elle élargit la mission de l'AAA pour accueillir les enfants disparus pour quelque raison que ce soit. Cela conduit à une coopération étroite avec le ministère de l'Intérieur, la police, le CEOP et d'autres organismes de bienfaisance. Elle est membre du groupe de surveillance stratégique du ministre de l'Intérieur sur les personnes disparues, créé en 2006 par David Blunkett. Le 25 mai 2011, Journée internationale des enfants disparus, le ministère de l'Intérieur annonce des changements majeurs dans les services de protection de l'enfance au Royaume-Uni, en particulier le transfert de la responsabilité des enfants disparus, enlevés et exploités à l'agence Child Exploitation and Online Protection (CEOP). C'est l'aboutissement d'une campagne de lobbying de dix ans. Le rôle de Meyer est reconnu dans le communiqué de presse du Home Office.
En 2003, Meyer est co-présidente de Vote 2004, qui fait campagne pour un référendum sur la Constitution européenne mort-née. Elle est trésorière nationale du Parti conservateur entre 2010 et 2015.
De 2003 à 2007, elle est administratrice non exécutive du LIFFE (London International Financial Futures and Options Exchange). De 2013 à 2014, elle est administratrice du London Institute for Mathematical Sciences.
En 1999, Meyer reçoit le Adam Walsh Rainbow Award pour sa contribution exceptionnelle à la cause des enfants et est nommée par le magazine British Airways Business Life pour sa campagne en faveur des enfants enlevés.
Meyer est nommée Commandeur de l'Ordre de l'Empire britannique (CBE) lors des honneurs d'anniversaire 2012 pour services rendus aux enfants et aux familles. Elle est créée pair à vie le 19 juin 2018 en prenant le titre de baronne Meyer, de Nine Elms dans le quartier londonien de Wandsworth. Elle prononce son discours inaugural le 11 septembre 2018.

## Livres
- Catherine Laylle (1997), Deux enfants derrière un mur, Arrow Books Ltd.  (ISBN 0-099-25504-9)
- Catherine Meyer (1999), Ce sont aussi mes enfants, PublicAffairs, US  (ISBN 1-891-62015-0)